# Diccionario del español de México
El Diccionario del español de México (DEM) es un diccionario integral del idioma español en su variedad mexicana. Existe en versión física y en versión digital. Comenzó a componerse, a partir de 1974, en el Centro de Estudios Lingüísticos y Literarios de El Colegio de México, con base en el material existente llamado Corpus del español mexicano contemporáneo (1921-1974), iniciado en 1973, incorporando datos posteriores, en un proyecto dirigido por Luis Fernando Lara Ramos, lingüista investigador de esa institución, y su primera versión física se publicó en 1982.
Ese primer Corpus estaba integrado por 996 textos (producidos entre 1921 y 1974) y contenía dos mil palabras gráficas cada uno, provenientes de todas las regiones de México, en sus variantes escritas (con variedad de géneros) y habladas (por diferentes tipos de hablantes).
Como parte de los productos del gran proyecto de investigación que constituye el DEM, se publicó en 1982 el Diccionario fundamental del español de México, editado por el Fondo de Cultura Económica como contribución de El Colegio de México a la campaña promovida por la Comisión Nacional para la Defensa del Idioma Español. En 1986, El Colegio de México publicó el Diccionario básico del español de México, que constituyó una ampliación considerable del Diccionario fundamental. Con cerca de siete mil vocablos y cuarenta mil acepciones, este Diccionario fundamental pretende contribuir a la educación lingüística de niños y adultos de primaria y secundaria para ayudarles a comprender el uso del vocabulario de los mexicanos. También se propone ser útil para la enseñanza del español a hablantes de lenguas indígenas que aprenden el español como segunda lengua y servir a aquellos que, después de su primera enseñanza, quieren formarse un criterio más claro de la lengua española.

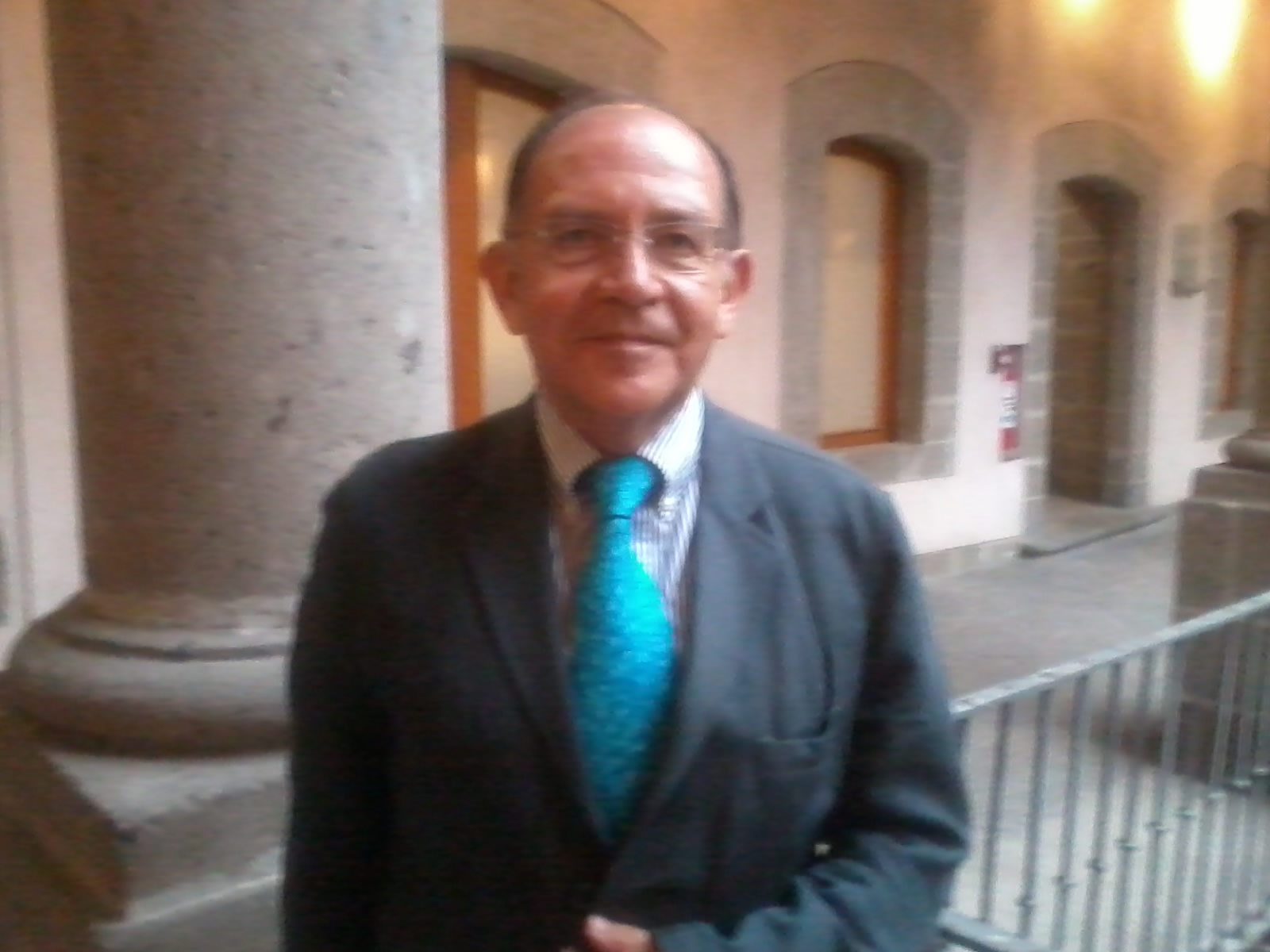
Luis Fernando Lara Ramos, creador y director del proyecto Diccionario del Español de México, en imagen del 2014.

En 1999, Luis Fernando Lara decía que el DEM se ocupa de "estudiar y presentar el léxico del español de México entre 1921 y el presente" siguiendo el método de "sincronía práctica", el cual seguía los postulados de la lexicógrafa francesa Josette Rey-Debove, es decir, un método que buscaba que los "hablantes contemporáneos del español comprendan el léxico que constituye su horizonte de vida".
En 2012, apareció la primera versión digital; en 2019, se publicó una segunda edición ampliada y corregida en ese mismo formato, y en 2021, una nueva versión digital.